# Sidi Hajjaj Oued Hassar
Sidi Hajjaj Oued Hassar  (in arabo سيدي حجاج واد حصار‎?) è un centro abitato e comune rurale del Marocco situato nella provincia di Mediouna, regione di Casablanca-Settat. Conta una popolazione di 20 349 abitanti (censimento 2014).